# Aerfer
Die Aerfer S.p.A. (Industrie Meccaniche Meridionali Aeronautiche e Ferrotranviarie S.p.A.) war ein italienischer Flugzeughersteller. Die zur IRI-Finmeccanica (heute Leonardo) gehörende Firma ging in den 1950er Jahren aus der Industrie Meccaniche Aeronautiche Meridionali (IMAM) hervor. Ziel der Aerfer S.p.A. war es, einige mit Ende des Zweiten Weltkrieges abgebrochene Entwicklungen der Luftfahrttechnik weiterzuführen.
Die Typen Aerfer Sagittario II und Aerfer Ariete entstanden aus diesem Bemühen.
In den 1960er Jahren fertigte das Unternehmen auch Fahrzeuge für den Öffentlichen Personenverkehr. So entstanden ab 1961 z. B. Doppeldeckbusse des Typs Aerfer VE 111 Metropol. Auf Fahrwerksteilen des Fiat 421 mit einem Dieselmotor von FIAT wurden selbsttragende Leichtmetall-Aufbauten gesetzt, die 45 Sitz- und 60 Stehplätze bot. Der Bus hatte einen niedrigen Fußboden im Unterdeck (400 mm) und drei Türen für den Fahrgastwechsel. Neben der Einstiegstür befand sich der Schaffnerplatz. Es gab zwei Treppen, der Fahrer saß in einem eigenen Abteil, das mit einer Schlagtür auf der Fahrerseite ausgestattet war. Der Bus war 11 m lang, 2,5 m breit und 4,1 m hoch. Die Busse wurden z. B. im Stadtverkehr von Neapel, Rom, Florenz und Bologna eingesetzt.
1969 wurde Aerfer durch Zusammenschluss mit Salmoiraghi und der Flugzeugbausparte des FIAT-Konzerns (Fiat Aviazione) Teil des Aeritalia-Konzerns.